# ليا أبوستولوفسكي
ليا أبوستولوفسكي (من مواليد 23 يونيو 2000) هو لاعبة ألعاب قوى سلوفينية وبطلة وطنية في رياضى القفز العالي، حصلت على أول منصة لها في بطولة العالم لألعاب القوى 2024 في غلاسكو حيث فازت بالميدالية البرونزية، احتلت المركز الثالث في الوثب العالي في لدوري الماس 2024 لقاء الدولي محمد السادس في الرباط. في بطولة ألعاب القوى الأوروبية 2024 في روما وصلت إلى النهائي وهذه المرة احتلت المركز التاسع بتسجيلها ارتفاع 1.90 متر. شاركت أيضا في دورة الألعاب الأولمبية الصيفية 2024 في القفز العالي للسيدات وحلت في المركز السادس والعشرين مكرر في مرحلة التصفيات مع اللاعبة الاستونية إليزابيث بيهيلا.